# سوسونگ-گویوک
سوسونگ-گویوک (انگلیسی: Sosong-guyok) شهرستانی در کشور کره شمالی است که در پیونگ‌یانگ واقع شده‌است.